# Seriatopora octoptera
Espèce
Seriatopora octoptera est une espèce de coraux appartenant à la famille des Pocilloporidae.